# Fritz von Hellingrath
Friedrich „Fritz“ August Josef von Hellingrath (* 29. Mai 1866 in München; † 25. Dezember 1946 in Burgau bei Günzburg) war ein deutscher Berufsoffizier, Landschaftsmaler, Zeichner und Radierer.

## Familie
Ein Vorfahre, Hermann Hellingrath († 1756) aus Ratingen, war von den in Düsseldorf regierenden Wittelsbachern geadelt und die Nachkommen 1843 in den bayerischen Adelsstand überführt worden. Der Vater, Friedrich von Hellingrath (1826–1896), war königlich-bayerischer Kämmerer und ab 1890 Generalleutnant und Chef der Gendarmerie. Die Mutter, Louise Henriette Auguste, geborene Freiin von Brandt zu Neidstein (* 1837), war wie der Vater in München geboren. Ihre Familie stammte jedoch aus der Oberpfalz. Die beiden älteren Söhne, Philipp und Max (* 1864), schlugen die Offizierslaufbahn ein. Philipp von Hellingrath wurde 1918 als bayrischer Kriegsminister und General der Kavallerie pensioniert. Max war mit einer Prinzessin Cantacuzène verheiratet. Deren gemeinsamer Sohn Norbert von Hellingrath (1888–1916), Literaturwissenschaftler, fiel im Dezember 1916 als Leutnant bei Verdun.

## Leben
Fritz von Hellingrath besuchte 1875 bis 1885 das Maximiliansgymnasium in München und schlug nach dem Abitur die Offizierslaufbahn ein. Nach dem Grundwehrdienst im Infanterie-Leibregiment wurde er zum Unteroffizier, 1887 zum Secondeleutnant befördert und anschließend als Inspektionsoffizier beim Kadettenkorps eingesetzt. Eine einjährige Beurlaubung 1891/92 nutzte er vermutlich zur privaten künstlerischen Ausbildung, für die als seine Lehrer der Landschaftsmaler August Fink und der Radierer Karl Theodor Meyer-Basel (1860–1932) in München genannt werden. Im Juni 1892 heiratete er Maria Freiin von Gumppenberg-Pöttmeß (* 1863), die Tochter eines Kämmerers und Generalmajors. Ihr gemeinsamer Sohn Walter wurde 1893 geboren. 1898 ging Fritz von Hellingrath eine zweite Ehe mit Sophie Freiin von Pfetten-Arnbach (* 1868) ein, nachdem er zuvor zum Premierleutnant befördert worden war. 1905 wurde er als Hauptmann und Chef des Gendarmerie-Corps nach Augsburg versetzt und blieb dort auch nach seiner Pensionierung ansässig. Er verstarb 80-jährig im Krankenhaus der Stadt Burgau bei Günzburg an Arteriosklerose.
Als bildender Künstler beteiligte sich Fritz von Hellingrath seit 1899 an den Münchner Jahresausstellungen im Glaspalast, aber auch an Ausstellungen in Berlin, Dresden und Stuttgart mit Ölgemälden, Gouachen, Aquarellen und insbesondere mit Radierungen. 1931 war er an der Ausstellung der Künstlergruppen „Welle“, „Die Frauenwörther“ und „Die Herrenwörther“ beteiligt, unter den Ausstellern auch sein Mitabiturient Ludwig Bolgiano und Prinzessin Hildegard von Bayern. Die Motive für seine Darstellung weiter Landschaften und bäuerlicher Anwesen fand er in der näheren und weiteren Umgebung von München, Dachau und Augsburg, im bayerischen Alpenvorland sowie am Bodensee, im Elsass und im Schwarzwald. Mit Max Eduard Giese, Carl Strathmann, René Reinicke, Hans Beat Wieland, Wilhelm Jakob Hertling, Hugo Kreyssig, Josua von Gietl, Rudolf Köselitz, Paul Leuteritz und Hans Gabriel Jentzsch war er Mitbegründer des Vereins Münchener Aquarellisten, außerdem Mitglied des Münchner Vereins für Originalradierung, der Allgemeinen Deutschen Kunstgenossenschaft und des Reichsverbands bildender Künstler Deutschlands.

## Werkauswahl

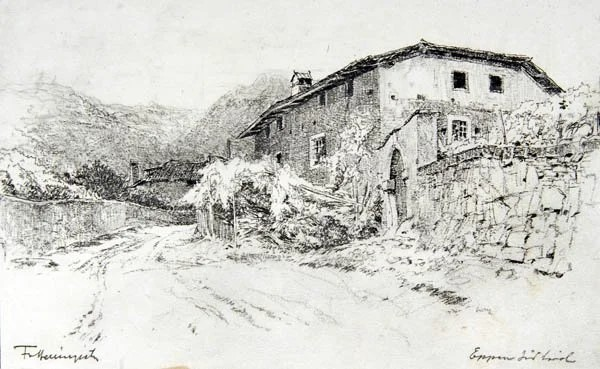
Eppan

- Alpenvorland, An der Schmutter, Aquarelle, Städtische Galerie Augsburg
- Abendwolken im Herbst, Ölgemälde, Museumsverein Dachau
- Blick auf den Peißenberg, Ölgemälde, Bayerische Staatsgemäldesammlungen (Neue Pinakothek), München[8]
- Blick auf Münster Reichenau, Weiden am Bodensee, Bauerngehöft mit Weiher, Stimmungsbild, Aquarelle, Städtische Galerie München
- weitere Arbeiten: Berlin (Kupferstichkabinett) und München (Graphische Sammlung)